# Guatteria insculpta
Guatteria insculpta är en kirimojaväxtart som beskrevs av Robert Elias Fries. Guatteria insculpta ingår i släktet Guatteria och familjen kirimojaväxter. Inga underarter finns listade i Catalogue of Life.